# Lycosa auroguttata
Lycosa auroguttata är en spindelart som först beskrevs av Eugen von Keyserling 1891.  Lycosa auroguttata ingår i släktet Lycosa och familjen vargspindlar. Inga underarter finns listade i Catalogue of Life.